# Castor Elzo
Castor Elzo (Las Palmas de Gran Canaria, 7 de noviembre de 1917 — ib., 14 de septiembre de 1989) fue un futbolista español que jugaba en la demarcación de centrocampista.

## Biografía
Castor Elzo debutó en 1940 a los veintitrés años con el Real Zaragoza en un partido contra el Sevilla Fútbol Club el 19 de enero con un resultado de 0-3 a favor del club hispalense. Posteriormente tras descender el club a Segunda División Castor fue fichado por el Club Deportivo Castellón durante dos temporadas. Más tarde en 1943 fue traspasado al Valencia Club de Fútbol durante una temporada, temporada en la que ganó con el club valenciano una Liga. Tras acabar su contrato fichó por el Real Madrid Club de Fútbol durante dos temporadas, siendo en la segunda en la que conquistaría con el club una Copa del Rey. Posteriormente fue fichado por el Real Club Deportivo de La Coruña, Club Deportivo Málaga y finalmente por la Unión Deportiva Las Palmas, equipo en el que se retiró en 1952 tras descender a Segunda División.
Falleció 14 de septiembre de 1989 en Las Palmas de Gran Canaria a los 71 años de edad.

## Clubes
| Club                         | País   | Año       |
| ---------------------------- | ------ | --------- |
| Real Zaragoza                | España | 1940-1941 |
| C. D. Castellón              | España | 1941-1943 |
| Valencia C. F.               | España | 1943-1944 |
| Real Madrid C. F.            | España | 1944-1946 |
| R. C. Deportivo de La Coruña | España | 1946-1948 |
| C. D. Málaga                 | España | 1948-1950 |
| U. D. Las Palmas             | España | 1950-1952 |

## Palmarés
- Liga - 1943/1944 - Valencia Club de Fútbol
- Copa del Rey - 1946 - Real Madrid Club de Fútbol